# Schron za Tarasową Turnią
Schron za Tarasową Turnią – jaskinia w Dolinie Kobylańskiej. Administracyjnie znajduje się w obrębie wsi Karniowice, w gminie Zabierzów w powiecie krakowskim, w województwie małopolskim. Pod względem geograficznym jest to obszar Wyżyny Olkuskiej wchodzący w skład Wyżyny Krakowsko-Częstochowskiej.

## Opis obiektu
Jest to duży okap ze szczeliną zakończoną otworem. Znajduje się na północnej ścianie Tarasowatej Turni stojącej na orogrficznie lewych zboczach Doliny Kobylańskiej, tuż obok ścieżki szlaku turystycznego wiodącego jej dnem. Szeroki otwór okapu przechodzi w ciasną szczelinę. Dołem jest niedostępna, ale w górnej części ma otwór wychodzący na południową stronę turni (w stronę dna doliny).
Obiekt powstał w wapieniach górnej jury. Nacieków brak, dno pokryte skalnym gruzem i glebą. Jest suchy, w całości oświetlony i zależny od czynników środowiska zewnętrznego. Na jego ścianach rosną glony, porosty oraz paprocie zanokcica skalna i zanokcica murowa.
Obiekt po raz pierwszy opisany przez J. Nowaka w maju 2003 roku. On też sporządził jego aktualną dokumentację i plan.

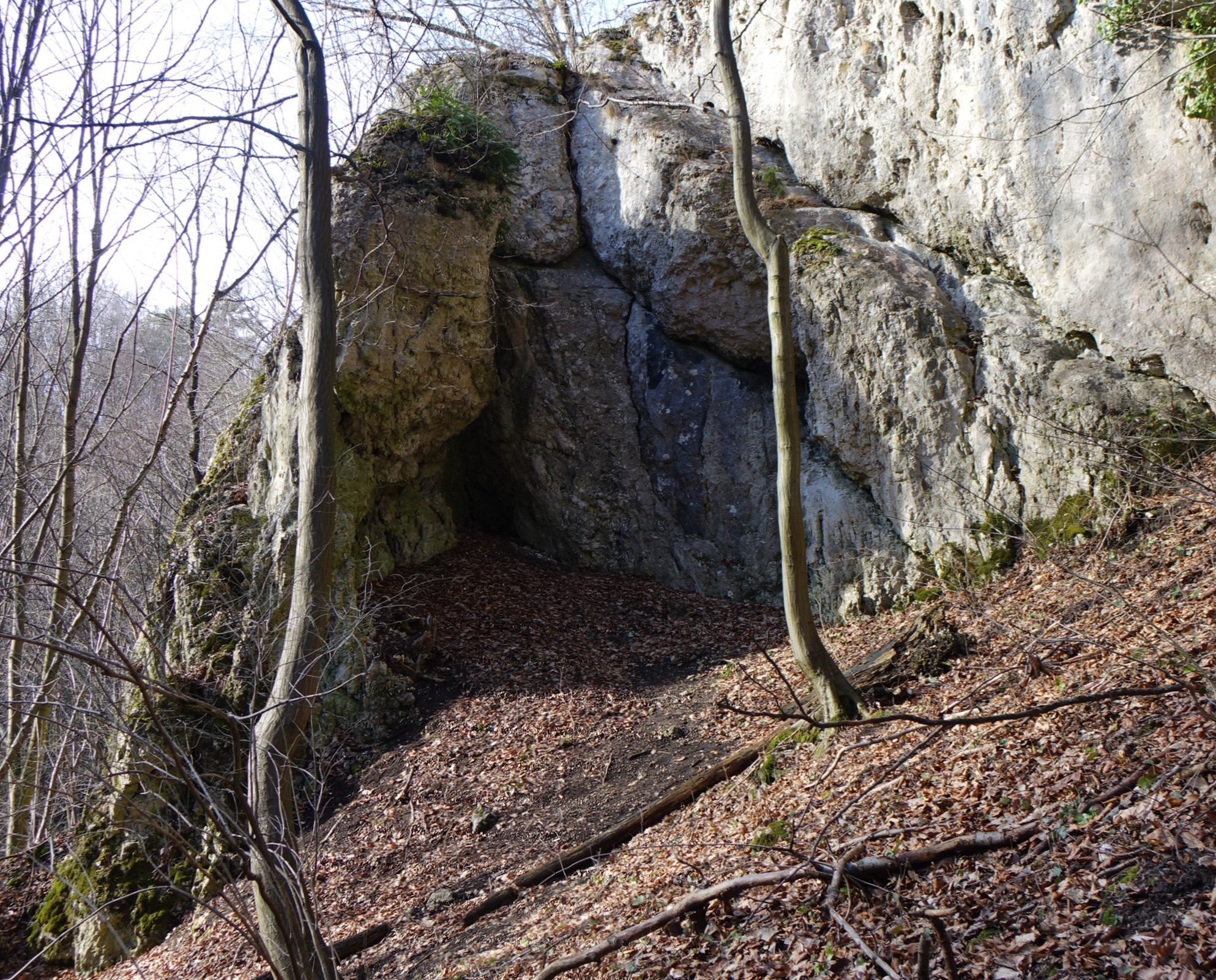
Schron
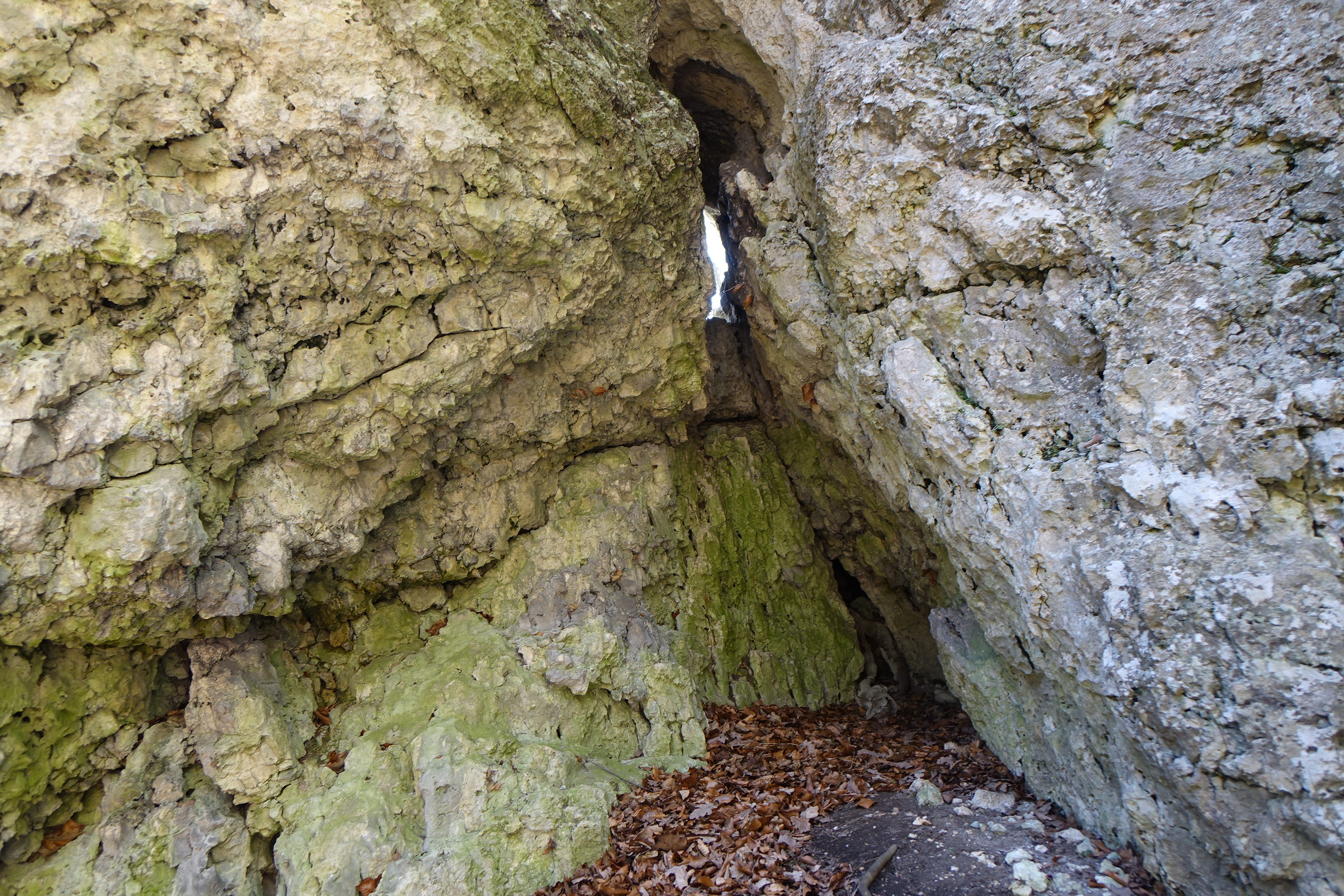
Szczelina
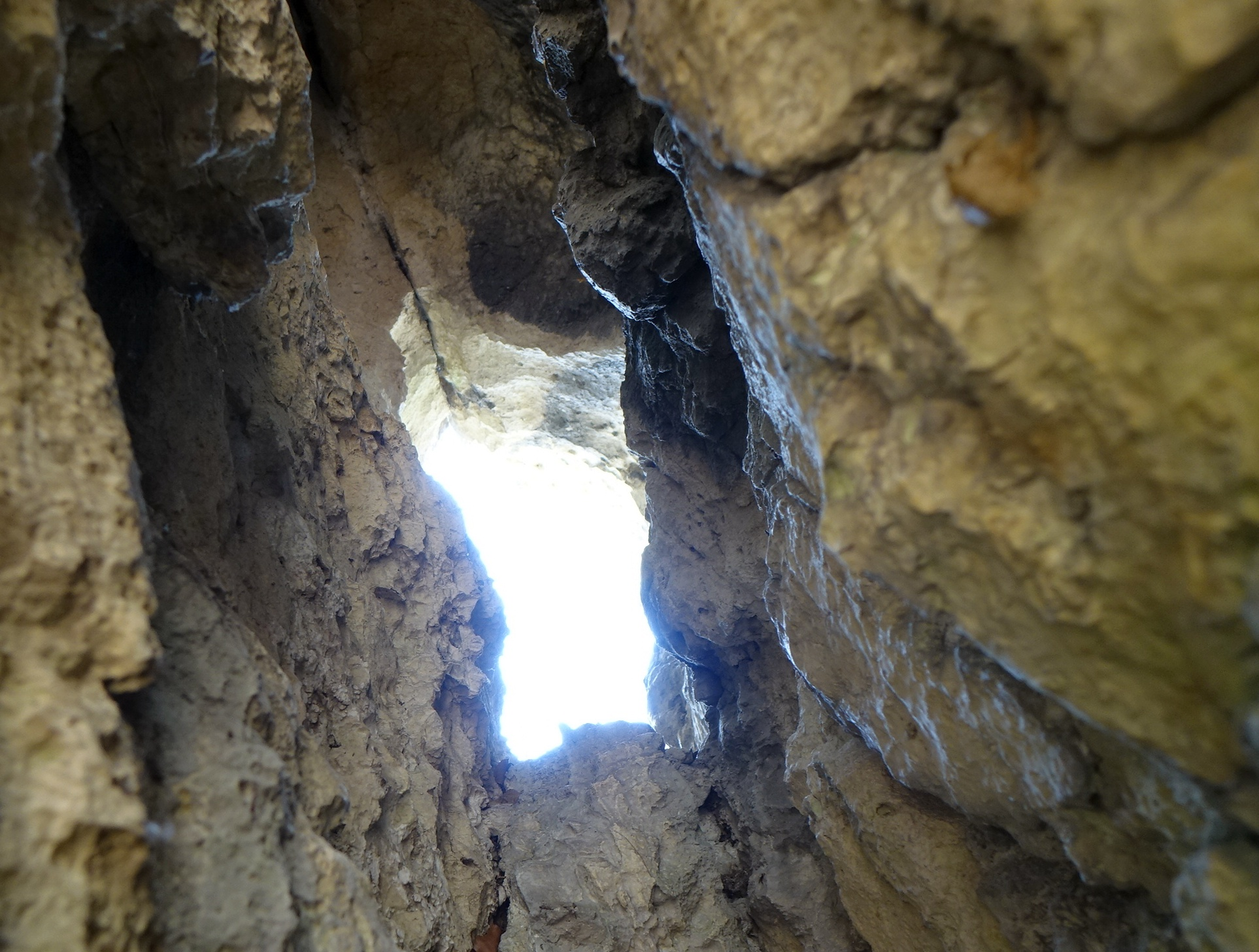
Otwór
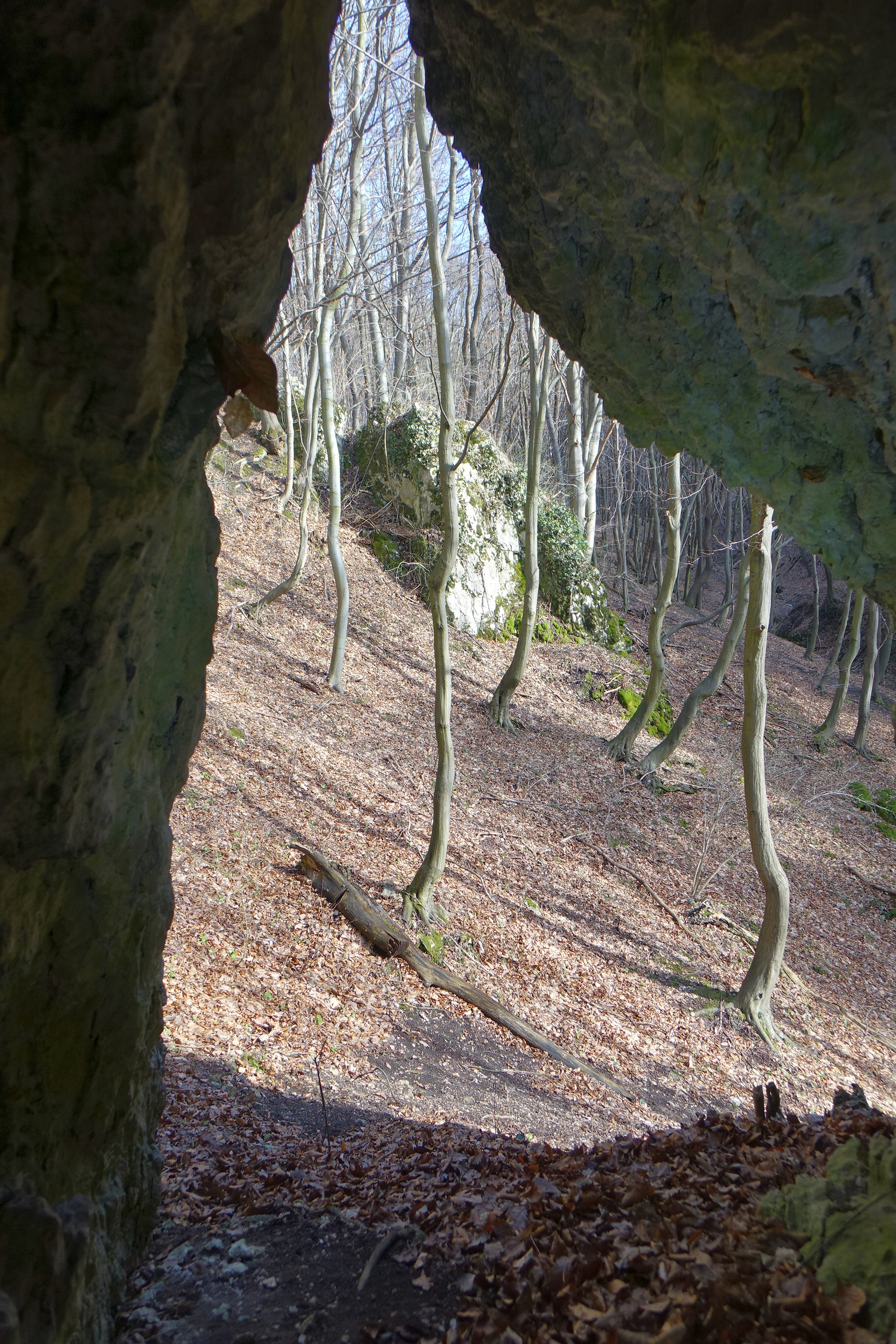
Widok ze schronu

W Tarasowatej Turni i w jej pobliżu jest kilka jaskiń: Komin w Środku Doliny, Korytarzyk obok Komina w środku Doliny, Rura w środku Doliny, Schron za Tarasową Turnią, Szczelina w Środku Doliny.